# Іларіон (Савчук)
Єпископ Іларіон (в миру Ігор Мирославович Савчук, 24 лютого 1969, Городенка, Івано-Франківська область, Українська РСР — 26 вересня 2015, Черкаси, Україна) — керуючий Черкаською і Кіровоградською єпархією УАПЦ.

## Біографія
Навчався у Львівській і Київській духовних семінаріях, з 1993 по 2005 рр. служив у селі Червона Слобода (Черкаський район) священиком Української Автокефальної Православної Церкви.
Рішення про його архієрейське рукоположення було прийнято 11 серпня 2005 р. Синодом УАПЦ. У хіротонії, яка відбулася 3 листопада 2005 р. в Свято-Андріївському храмі Києва, взяли участь: митрополит Київський і всієї України Мефодій (Кудряков), митрополит Вінницький і Брацлавський Роман (Балащук), єпископ Житомирський, вікарій Київської єпархії Богдан (Кулик).
Єпископ Черкаський і Кіровоградський Іларіон (Савчук) був головою церковного суду УАПЦ.
Помер 26 вересня 2015 року в Черкасах від хвороби печінки. Відспівування відбулося 28 вересня 2015 року в Свято-Троїцькій церкві с. Червона Слобода. Чин похорону відправив Блаженнійший митрополит Макарій (Малетич) у співслужінні архієреїв та священства УАПЦ. Поховано на території Свято-Троїцької церкви с. Червона Слобода

## Звернення, промови, доповіді
- 16.04.2012 \ Пасхальне послання єпископа УАПЦ Іларіона
- 25.04.2011 \ Пасхальне послання Преосвященного Іларіона
- 14.10.2010 \ Людям потрібні помірковані лідери [Архівовано 3 квітня 2019 у Wayback Machine.]

## Галерея

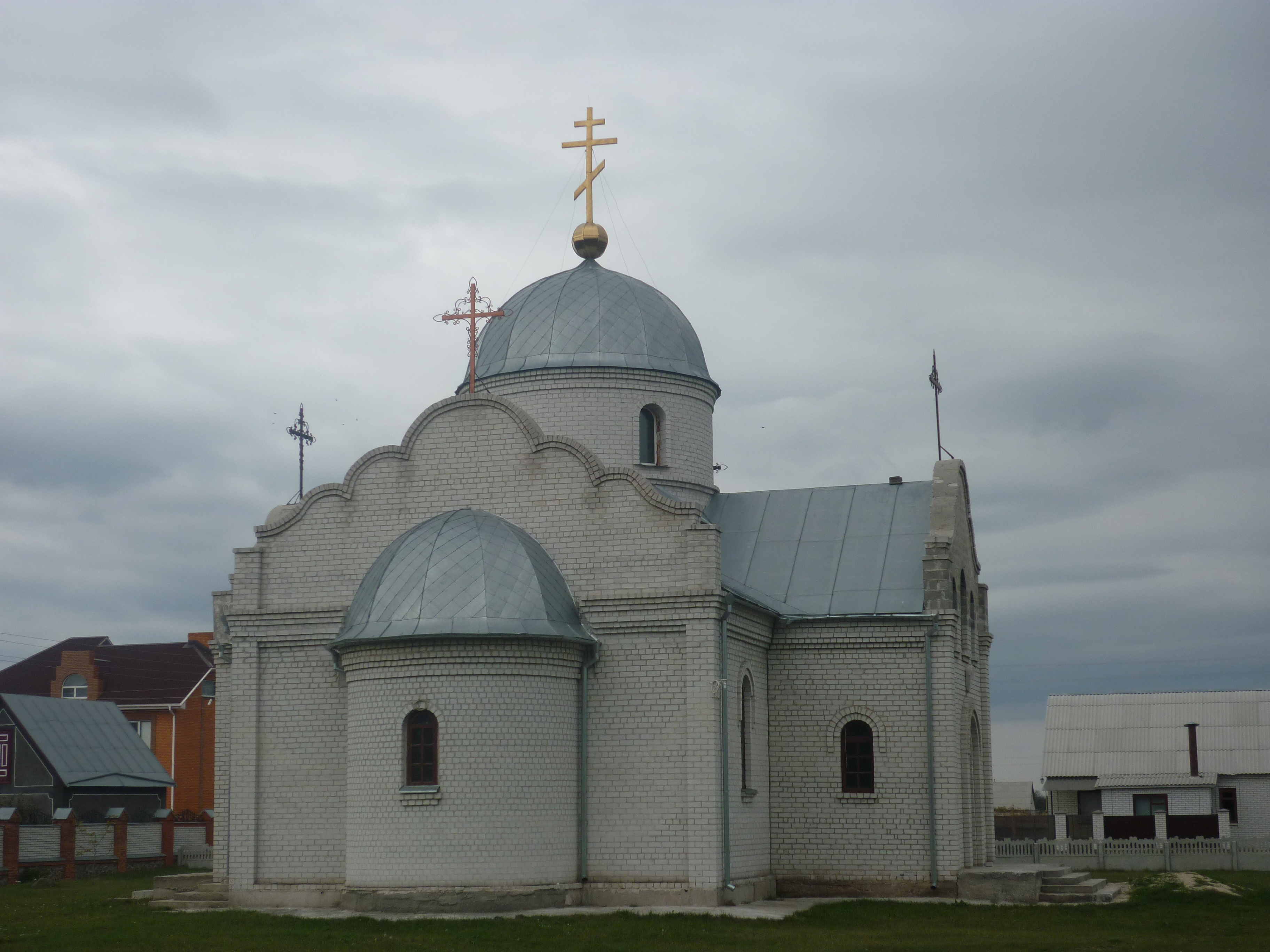
Свято-Троїцька церква (Червона Слобода (Черкаський район))
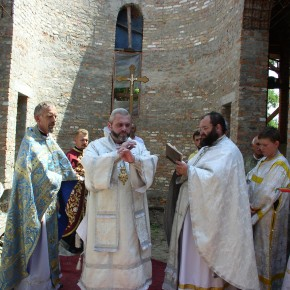
Богослужіння у стінах майбутнього храму Різдва святого Івана Хрестителя